# Аэродинамический профиль Кляйна-Фогельмана
Аэродинамический профиль Кляйна-Фогельмана, или KFm, — это простой профиль аэродинамической поверхности с одним или несколькими ступенями по ширине крыла. Первоначально он был разработан в 1960-х годах для бумажных самолетиков.
В XXI веке профили KFm нашли новое применение в авиамоделировании, благодаря простоте конструкции и хорошим летным качествам. В полноразмерной авиации широкого распространения не получили.

## История
Аэродинамические профили KFm были разработаны Ричардом Кляйном и  Флойдом Фогельманом.
В начале 1960-х годов Ричард Кляйн решил сделать бумажный самолетик, способный противостоять сильному ветру, высоко подниматься и хорошо планировать. После долгих экспериментов он достиг цели.
Он представил свой самолет Флойду Фогельману, который оценил его летные качества и низкую скорость сваливания. Они решили подать заявку на патент на ступенчатый аэродинамический профиль.
Дальнейшее развитие привело к созданию семейства аэродинамических профилей, известных как KF и KFm(KF модифицированный). Два патента (США № 3706430 и  США № 4046338), относятся к созданию серии ступенчатых профилей:
- Ступень на нижней поверхности профиля(KFm1)
- Ступень на верхней поверхности профиля(KFm2)
- Ступени на верхней и нижней поверхности профиля(KFm4)
- Две ступени сверху (KFm3)
- Две ступени сверху и одна снизу(KFm7)

Ступени создают разрежение в "кармане" за ступенью и становятся частью аэродинамического профиля. Это предположительно предотвращает разделение и поддерживает поток воздуха по всей поверхности профиля.